# Dysdera hamulata
Dysdera hamulata är en spindelart som beskrevs av Kulczynski 1897. Dysdera hamulata ingår i släktet Dysdera och familjen ringögonspindlar. Inga underarter finns listade i Catalogue of Life.